# Иошка, Играф Игоревич
Иошка Играф Игоревич — цыганский певец, музыкант (гитарист), композитор, профессор, доктор музыковедения, основатель и солист популярного в 1970-е годы цыганского ансамбля Трио «Ромэн».

## Биография
Играф Игоревич родился 14 мая 1942 года в Коканде (город в Ферганской области на востоке Узбекистана, в юго-западной части Ферганской долины). По национальности — цыган (ловари). Исполнительскую деятельность как гитарист начал в 9-летнем возрасте, а иначе и быть не могло с мальчиком, родившимся в семье потомственных артистов (отец — танцор, мать — певица).
После окончания музыкального училища, совместно с Виктором Романо-Орловым создал дуэт «Братья Шандори», с которым успешно гастролировал по стране.
Играф Игоревич получил музыкальное образование высокого уровня: в 1962 году он поступил, а в 1968 году окончил Киевскую консерваторию по классу вокала, композиции и гитары.
Во время учёбы в консерватории в 1966 году Играф стажировался у известной аргентинской гитаристки Марии Луизы Анидо. Полгода упорной работы у Марии Луизы помогли ему развить виртуозную технику исполнения на гитаре.
1967 год — следующая ступень наверх — стажировка по вокалу у итальянского педагога Джузеппе Ди Стефано в Милане, где Играф знакомится с итальянской школой пения, с трудным искусством пения bel canto.
Играф окончил Киевскую консерваторию по классу вокала, композиции и гитары. Он помнит и чтит своих педагогов Д. В. Штегоренко, М. М. Гелеса, Д. В. Гнатюка. Сразу после окончания консерватории поступил в аспирантуру и в 1970 году окончил её, защитив кандидатскую диссертацию на тему «Значение звука и его развитие». Этой теме он остался верен и в дальнейшем — его докторская диссертация называется так же.
В 1973 году в стенах театра «Ромэн» Играфом было создано вокальное трио «Ромэн», в состав которого вошли Валентина Пономарёва и Георгий Квик. Дружил с В. С. Высоцким.
С середины 1990-х гг. И. И. Иошка является профессором кафедры Московского государственного университета культуры и искусств по классу академического вокала.
Умер 23.10.2019 года, о чем сообщила в Фейсбук певица Татьяна Комова, лично знавшая музыканта, исполнявшая его песни в составе дуэта «Ромэн» 

## Композитор
И. И. Иошка автор двух симфоний — Ми-минор «Надежда» и До-диез-мажор «Разочарование», оперы «Земфира» по поэме А. С. Пушкина «Алеко», струнных дуэтов, трио и квартетов.
Им также написано большое количество аранжировок к цыганским песням (как эстрадным, так и народным). Его авторству принадлежит песни «Чаёриё», «Аранко».
Ему принадлежит около пятисот романсов, среди которых «Осенняя роса» (И. Иошка — Ю. Гарин), «Игра любви» (И. Иошка — Б. Тимофеев).
Играф Иошка автор музыки к цыганским песням:
- Эшелоны цыган (И. Иошка — М. Славин)
- Зомферица (музыка и слова И. Иошки)
- Золотая серьга (И. Иошка — Т. Зульфикаров)
- Дайте мне, ромалэ (И. Иошка — Н. Старостин)
- Мури шукарори (моя красавица) (музыка и слова И. Иошки)
- Чаёриё (Девушка) (музыка и слова И. Иошки)

И другие.

## Признательность
И. И. Иошка включён в энциклопедию «Классическая гитара в России и СССР» («Русская энциклопедия», 1992 г.). С 1973 года он член Союза композиторов СССР.

## Фильмография
Известен Играф Иошка и как киноартист.
Снялся в фильмах:
- «Волшебная свирель»
- «Мексиканец»
- «Эта весёлая планета» — в составе трио
- «Бабушки надвое сказали…» — в составе трио (камео)
- «Я виноват» — Грофо
- «Баламут» — пассажир такси, (эпизод)
- «Колхоз интертейнмент» — цыганский барон
- «Мой дом — театр» — эпизод